# Susi Susanti

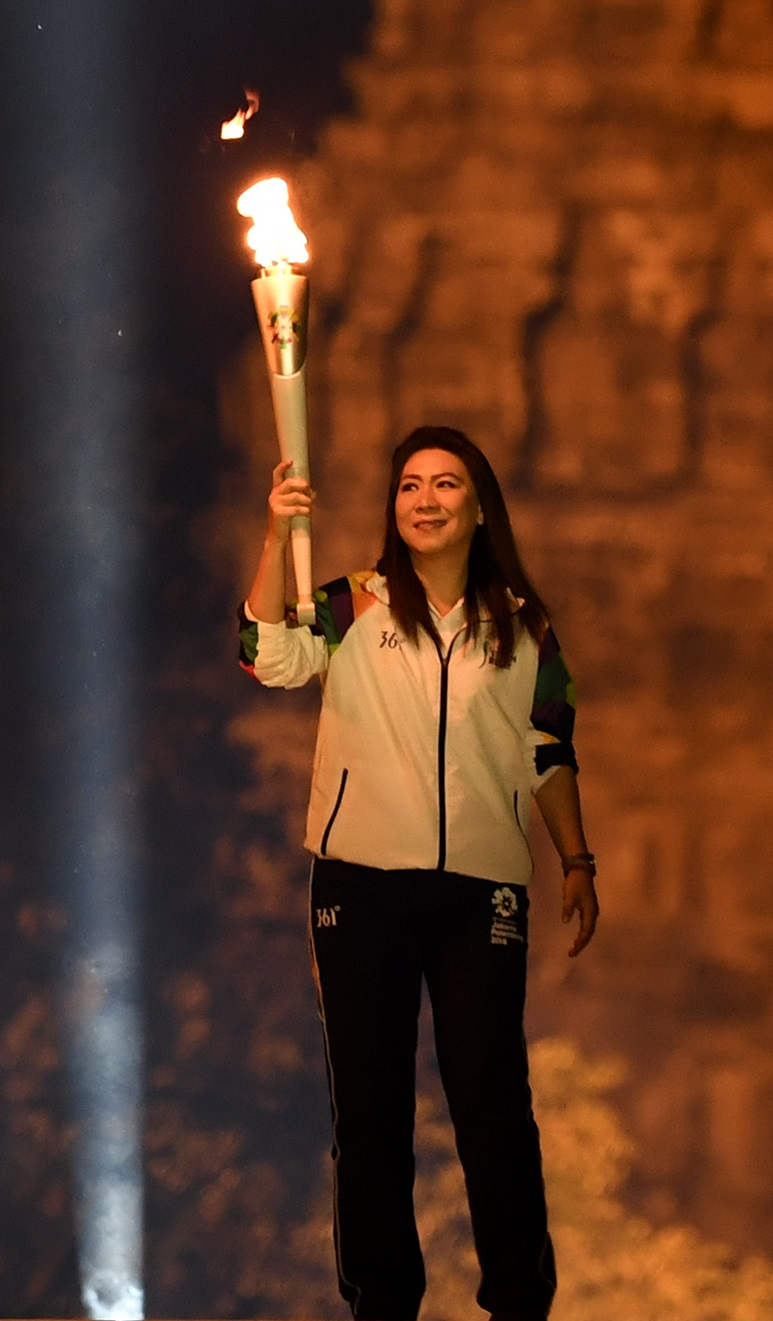
Susi Susanti, 2018

Lucia Francisca Susi Susanti (* 11. Februar 1971 in Tasikmalaya) ist eine ehemalige indonesische Badmintonspielerin.

## Karriere
Susi Susanti war eine der erfolgreichsten Badmintonspielerinnen der frühen 1990er-Jahre. Sie gewann die All England Open der Jahre 1990, 1991, 1993 und 1994. Daneben gewann sie zwischen 1990 und 1994 jedes Jahr den World Grand Prix. 1993 gewann Susanti das Einzel-Turnier der Weltmeisterschaften. 1994 und 1996 führte Susi Susanti die indonesische Mannschaft zum Gewinn des Uber Cups.
Bei den Olympischen Sommerspielen 1992 in Barcelona gewann Susi Susanti das Einzel-Turnier bei der olympischen Premiere von Badminton. Vier Jahre später, bei den Olympischen Sommerspielen 1996 in Atlanta, erreichte Susanti den dritten Platz im Einzel der Frauen.

## Privates
Susanti ist verheiratet mit Alan Budikusuma, einem ehemaligen indonesischen Badminton-Weltklassespieler, mit dem sie drei Kinder hat.

## Sportliche Erfolge
| Saison | Veranstaltung       | Disziplin   | Platz | Name         |
| ------ | ------------------- | ----------- | ----- | ------------ |
| 1989   | Südostasienspiele   | Dameneinzel | 1     | Susi Susanti |
| 1989   | Indonesia Open      | Dameneinzel | 1     | Susi Susanti |
| 1989   | World Cup           | Dameneinzel | 1     | Susi Susanti |
| 1989   | All England         | Dameneinzel | 2     | Susi Susanti |
| 1990   | All England         | Dameneinzel | 1     | Susi Susanti |
| 1990   | Asienspiele         | Dameneinzel | 3     | Susi Susanti |
| 1990   | Australia Open      | Dameneinzel | 1     | Susi Susanti |
| 1991   | Denmark Open        | Dameneinzel | 1     | Susi Susanti |
| 1991   | Indonesia Open      | Dameneinzel | 1     | Susi Susanti |
| 1991   | All England         | Dameneinzel | 1     | Susi Susanti |
| 1991   | Chinese Taipei Open | Dameneinzel | 1     | Susi Susanti |
| 1991   | Thailand Open       | Dameneinzel | 1     | Susi Susanti |
| 1991   | Südostasienspiele   | Dameneinzel | 1     | Susi Susanti |
| 1991   | Weltmeisterschaft   | Dameneinzel | 3     | Susi Susanti |
| 1991   | Swedish Open        | Dameneinzel | 1     | Susi Susanti |
| 1992   | Denmark Open        | Dameneinzel | 1     | Susi Susanti |
| 1992   | Olympia             | Dameneinzel | 1     | Susi Susanti |
| 1992   | Thailand Open       | Dameneinzel | 1     | Susi Susanti |
| 1992   | Japan Open          | Dameneinzel | 1     | Susi Susanti |
| 1992   | Hongkong Open       | Dameneinzel | 2     | Susi Susanti |
| 1992   | German Open         | Dameneinzel | 1     | Susi Susanti |
| 1993   | All England         | Dameneinzel | 1     | Susi Susanti |
| 1993   | Malaysia Open       | Dameneinzel | 1     | Susi Susanti |
| 1993   | German Open         | Dameneinzel | 1     | Susi Susanti |
| 1993   | World Cup           | Dameneinzel | 1     | Susi Susanti |
| 1993   | Indonesia Open      | Dameneinzel | 2     | Susi Susanti |
| 1993   | Weltmeisterschaft   | Dameneinzel | 1     | Susi Susanti |
| 1993   | Dutch Open          | Dameneinzel | 1     | Susi Susanti |
| 1993   | Thailand Open       | Dameneinzel | 1     | Susi Susanti |
| 1994   | Malaysia Open       | Dameneinzel | 1     | Susi Susanti |
| 1994   | Asienspiele         | Dameneinzel | 3     | Susi Susanti |
| 1994   | World Cup           | Dameneinzel | 1     | Susi Susanti |
| 1994   | Indonesia Open      | Dameneinzel | 1     | Susi Susanti |
| 1994   | Thailand Open       | Dameneinzel | 1     | Susi Susanti |
| 1994   | All England         | Dameneinzel | 1     | Susi Susanti |
| 1994   | Japan Open          | Dameneinzel | 1     | Susi Susanti |
| 1994   | Chinese Taipei Open | Dameneinzel | 1     | Susi Susanti |
| 1995   | China Open          | Dameneinzel | 3     | Susi Susanti |
| 1995   | Japan Open          | Dameneinzel | 1     | Susi Susanti |
| 1995   | Malaysia Open       | Dameneinzel | 1     | Susi Susanti |
| 1995   | Südostasienspiele   | Dameneinzel | 1     | Susi Susanti |
| 1995   | Korea Open          | Dameneinzel | 1     | Susi Susanti |
| 1995   | Indonesia Open      | Dameneinzel | 1     | Susi Susanti |
| 1995   | Weltmeisterschaft   | Dameneinzel | 3     | Susi Susanti |
| 1996   | Chinese Taipei Open | Dameneinzel | 1     | Susi Susanti |
| 1996   | Japan Open          | Dameneinzel | 2     | Susi Susanti |
| 1996   | Olympia             | Dameneinzel | 3     | Susi Susanti |
| 1996   | Indonesia Open      | Dameneinzel | 1     | Susi Susanti |
| 1996   | World Cup           | Dameneinzel | 1     | Susi Susanti |
| 1997   | World Cup           | Dameneinzel | 1     | Susi Susanti |
| 1997   | Indonesia Open      | Dameneinzel | 1     | Susi Susanti |
| 1997   | Swiss Open          | Dameneinzel | 3     | Susi Susanti |
| 1997   | Vietnam Open        | Dameneinzel | 1     | Susi Susanti |
| 1997   | Malaysia Open       | Dameneinzel | 1     | Susi Susanti |